# Vincent Granfelt
Vincent Granfelt, född 22 januari 1889  i Solna, död 22 januari 1946  i Stockholm, var en svensk antikvariatsbokhandlare och författare.